# عنقود نجمي فائق
العنقود النجمي الفائق (بالإنجليزية: super star cluster)‏ (SSC) هو عنقود نجمي مفتوح حديث ضخم جدا يتكون أساسا من نجوم زرقاء ساطعة ويعتقد أنة سلف عنقود مغلق. ويشار إلى هذه العناقيد «بالسوبر» نظرا لأنها نسبيا أكثر سطوع وتحتوي على كتلة أكثر من غيرها من عناقيد النجوم الحديثة. ومع ذلك، لا يجب أن تكون العناقيد النجمية الفائقة أكبر مادياً من العناقيد الأخرى ذات الكتلة واللمعان الأدنى. وعادة ما تحتوي العناقيد النجمية الفائقة على عدد كبير جدا من النجوم الضخمة الحديثة التي تأين منطقة الهيدروجين الثنائي المحيطة بها أو ما يسمى «بمناطق الهيدروجين الثنائي الكثيفة جدا» "Ultra dense HII regions (UDHIIs)" في مجرة درب التبانة  وكذلك في المجرات الأخرى.(ومع ذلك، لا يجب أن تكون العناقيد النجمية الفائقة دائما داخل مناطق الهيدروجين الثنائي).
وبصفة عامة، تبين أن العناقيد النجمية الفائقة تتشكل في التفاعلات بين المجرات وفي مناطق تشكيل النجوم الكثيفة مع ضغوط عالية بما فيه الكفاية لتلبية الخصائص اللازمة لتشكيل عنقود نجمي. ويمكن أن تشمل هذه المناطق المجرات الأحدث ذات معدل تكون نجمي كثيف ومجرات الانفجار النجمي القزمة  والأذرع المجرية الحلزونية التي لديها معدل تشكل نجوم عالي، وفي اندماج المجرات.

## قائمة العناقيد النجمية الفائقة
| الاسم             | المجرة                    | تعليق                                             | ملاحظات | صورة                                   |
| ----------------- | ------------------------- | ------------------------------------------------- | ------- | -------------------------------------- |
| ويسترلوند 1 (Wd1) | درب التبانة               | أول عنقود نجمي فائق يكتشف في مجرة درب التبانة     | [ 7 ]   | Westerlund 1                           |
| NGC 3603          | درب التبانة               |                                                   | [ 8 ]   | \NGC 3603                              |
| R136              | سحابة ماجلان الكبرى (LMC) | النموذج الأولي                                    | [ 9 ]   | R136 (Located in the Tarantula Nebula) |
| NGC 1569 A1 وA2   | NGC 1569                  | مجرة تحتوي على اثنين من العناقيد النجمية الفائقة. | [ 10 ]  | NGC 1569                               |